# Honeyville
Honeyville è un comune degli Stati Uniti d'America, nella contea di Box Elder nello Stato dello Utah.